# Oscar for bedste historie
Oscaren for bedste historie (på engelsk Academy Award for Best Story) var en oscar-statuette, der blev uddelt fra starten af Oscar-uddelingerne og indtil 1957, hvor den blev afløst af oscaren for bedste originale manuskript, der var blevet indført i 1940.

## 1920'erne
- 1927/1928: Underworld - Ben Hecht
  - Hans sidste kommando - Lajos Bíró
- 1928/1929: Ikke uddelt

## 1930'erne
- 1929/1930: Ikke uddelt
- 1930/1931: Nattens patrulje - John Monk Saunders
  - Doorway to Hell - Rowland Brown
  - Laughter - Harry D'Arrast, Douglas Doty, Donald Stewart
  - The Public Enemy - John Bright, Kubec Glasmon
  - Smart Money - Lucien Hubbard, Joseph Jackson
- 1931/1932: Champ, Mesterbokseren - Frances Marion
  - Lady and Gent - Grover Jones, William Slavens McNutt
  - The Star Witness - Lucien Hubbard
  - What Price Hollywood? - Adela Rogers St. Johns, Jane Murfin
- 1932/1933: One Way Passage - Robert Lord
  - I kamp for kvinden - Frances Marion
  - Rasputin og Kejserinden - Charles MacArthur
- 1934: Manhattan Melodrama - Arthur Caesar
  - En synder med charme - Mauri Grashin
  - Den rigeste pige i verden - Norman Krasna
- 1935: En Mand uden Moral - Ben Hecht, Charles MacArthur
  - Broadway Melodi 1936 - Moss Hart
  - Prinscharmøren - Stephen Morehouse Avery, Don Hartman
  - G Men - Gregory Rogers (pseudonym for Darryl F. Zanuck)
- 1936: Louis Pasteur - menneskehedens velgører - Pierre Collings, Sheridan Gibney
  - Hævneren - Norman Krasna
  - Revykongen Ziegfeld - William McGuire
  - San Francisco - Robert Hopkins
  - Tre smarte piger - Adele Comandini
- 1937: Hollywood bag kulisserne - Robert Carson, William Wellman Hollywood bag kulisserne, vandt oscaren for bedste historie i 1937
  - Hemmelig terror - Robert Lord
  - Chicago - Niven Busch
  - Emile Zola's liv - Heinz Herald, Geza Herczeg
  - 100 mand og én pige - Hans Kraly
- 1938: Drengebyen - Eleanore Griffin, Dore Schary
  - Alexander's Ragtime Band - Irving Berlin
  - Angels with Dirty Faces - Rowland Brown
  - Blokade - John Howard Lawson
  - Den tossede alder - Marcella Burke, Frederick Kohner
  - Vor tids helte - Frank Wead
- 1939: Mr. Smith kommer til byen - Lewis R. Foster
  - Polly's baby - Felix Jackson
  - Han og hun - Mildred Cram, Leo McCarey
  - Ninotchka - Melchior Lengyel
  - Lincoln, folkets helt - Lamar Trotti

## 1940'erne
- 1940: Farligt eventyr - Benjamin Glazer, John Toldy
  - Kammerat X - Walter Reisch
  - Edison, the Man - Hugo Butler, Dore Schary
  - Min yndlingshustru - Leo McCarey, Samuel Spewack and Bella Spewack
  - En mand kom til Texas - Stuart N. Lake
- 1941: Her kommer Mr. Jordan - Harry Segall
  - Professoren og korpigen - Thomas Monroe, Billy Wilder
  - En moderne Eva - Monckton Hoffe
  - Vi behøver hinanden - Richard Connell, Robert Presnell
  - Nattog til München - Gordon Wellesley
- 1942: 49. breddegrad - Emeric Pressburger
  - Den glade kro - Irving Berlin
  - Når mænd er bedst - Paul Gallico
  - Han kom om natten - Sidney Harmon
  - Yankee Doodle Dandy - Robert Buckner
- 1943: Sådan er livet - William Saroyan
  - Konvoj over Nordatlanten - Guy Gilpatric
  - Til sidste torpedo - Steve Fisher
  - Jo mere vi er sammen - Frank Ross, Robert Russell
  - I tvivlens skygge - Gordon McDonell, Thornton Wilder
- 1944: Går du min vej? - Leo McCarey
  - Flyvere dør aldrig - David Boehm, Chandler Sprague
  - Redningsbåden - John Steinbeck
  - None Shall Escape - Alfred Neumann, Joseph Than
  - Der var 5 brødre - Edward Doherty, Jules Schermer
- 1945: Huset i 92. gade - Charles G. Booth
  - Susans kærlighedsaffærer - László Görög, Thomas Monroe
  - A Medal for Benny - John Steinbeck, Jack Wagner
  - Junglens musketerer - Alvah Bessie
  - Den store drøm - Ernst Marischka
- 1946: Perfect strangers - Clemence Dane (aka: Vacation from Marriage)
  - Hendes ansigt i spejlet - Vladimir Solomonovich Pozner
  - Den gådefulde Martha Ivers - Jack Patrick
  - Den fremmede - Victor Trivas
  - Blodets bånd - Charles Brackett
- 1947: Miraklet på Manhattan - Valentine Davies
  - La cage aux rossignols - Georges Chaperot, René Wheeler
  - It Happened on Fifth Avenue - Herbert Clyde Lewis, Frederick Stephani
  - Dyrekøbt - Eleazar Lipsky
  - Skråplanet - Frank Cavett, Dorothy Parker
- 1948: Et barn eftersøges – Richard Schweizer og David Wechsler
  - Louisiana Story – Robert Flaherty, og Frances Flaherty
  - Den nøgne by – Malvin Wald
  - Red River – Borden Chase
  - De røde sko – Emeric Pressburger
- 1949: The Stratton Story – Douglas Morrow
  - Heltene fra Iwo Jima – Harry Brown
  - White Heat – Virginia Kellogg
  - Nonner på eventyr – Clare Boothe Luce
  - It Happens Every Spring – Shirley W. Smith og Valentine Davies

## 1950'erne
- 1950: Panik – Edna Anhalt og Edward Anhalt
  - Farligt rygte – William Bowers og Andre de Toth
  - Riso amaro – Giuseppe De Santis og Carlo Lizzani
  - Dengang vi drog afsted – Sy Gomberg
  - Mystery Street – Leonard Spigelgass
- 1951: Ultimatum – Paul Dehn og James Bernard[1]
  - I arenaens sol – Budd Boetticher og Ray Nazarro
  - Teresa - historien om en brud – Alfred Hayes og Stewart Stern
  - Frømænd – Oscar Millard
  - Her kommer brudgommen – Robert Riskin og Liam O'Brien
- 1952: Verdens største show – Fredric M. Frank, Theodore St. John og Frank Cavett
  - Snigskytten – Edna Anhalt og Edward Anhalt
  - Politi - mord i tog 63! – Martin Goldsmith og Jack Leonard
  - Min søn John – Leo McCarey
  - The Pride of St. Louis – Guy Trosper
- 1953: Prinsessen holder fridag – Dalton Trumbo
  - Little Fugitive – Ray Ashley, Morris Engel og Ruth Orkin
  - Kaptajnens paradis – Alec Coppel
  - Det frygtelige ansvar – Beirne Lay, Jr.
- 1954: Den brudte lanse – Philip Yordan 
  - Ad diplomatisk vej – Jed Harris og Tom Reed
  - There's No Business Like Show Business – Lamar Trotti
  - Forbudte lege – Francois Boyer
  - Brød, kærlighed og fantasi – Ettore Maria Margadonna
- 1955: Gift med en gangster – Daniel Fuchs
  - Kæft, trit og retning – Joe Connelly og Bob Mosher
  - Luftens giganter – Beirne Lay, Jr.
  - Fåret med de fem ben – Jean Marsan, Henri Troyat, Jacques Perret, Henri Verneuil og Raoul Ploquin
  - Vildt blod – Nicholas Ray
- 1956: Min bedste ven, Gitano – Dalton Trumbo
  - Bristede strenge – Leo Katcher
  - High Society – Edward Bernds og Elwood Ullman
  - De hovmodige – Jean-Paul Sartre
  - Umberto – Cesare Zavattini